# Мобилен интернет
Мобилен интернет се отнася до мобилната интернет връзка, която предоставят мобилните оператори.
Потребителят ползва интернет услуги чрез мобилно устройство като смартфон, таблет или друго подобно, свързано към мобилна или друга безжична мрежа. Мобилният интернет предоставя и възможност за ползване на IP телефония.
Мобилният интернет непрекъснато нараства като дял в общото ползване на интернет, като към 5 февруари 2014 г. това са 65%.
Мобилен браузър е уеб браузър, предназначен за използване на мобилно устройство, като мобилен телефон или PDA.
Мобилен достъп (mobile access) се отнася до достъпът до интернет към мобилен интернет или wifi интернет. Това е безжичен достъп, който може да предаде от друга радио кула, или wifi устройство, докато се устрайството или потребителят се намира или движи в зоната на обслужване или wifi зоната. Тоест може да се отнася за устройство, което е неподвижно при свързването и което остава свързано с една кула, но много често се отнася до свързването на подвижно устройство (като Google автомобил) или устройството при движението на потребителя. Клетъчните базови станции са съответно по-скъпи за предоставяне от безжична базова станция, която свързана с доставчика на интернет.
Мобилен телефон или смартфон, който се свързва с интернет данни или гласови услуги, лаптоп с или мобилен телефон, който пътува с автобус през града или дори в извън градските региони, е в мобилен интернет.
Wifi рутер „свързва“ смартфона към един или повече компютри или други устройства на потребителя или други потребители, за да осигури достъпа до интернет чрез интернет протоколите, които са стандартизирани.
Към юли 2012 г. приблизително 10,5% от целия уеб трафик се осъществява през мобилни устройства (спрямо 4% през декември 2010 г.).
Достъпът до мобилната мрежа все още страда от проблеми със съвместимостта. Тези проблеми произтичат от типа на хардуера и софтуера на платформата на мобилните устройства. Въпреки тези недостатъци, много програмисти и разработчици на мобилни приложения избират да създават приложения, използвайки мобилната мрежа.
Мобилен интернет се отнася до достъпа до Интернет през клетъчни или смарт телефони и ползването на интернет през тях. Това е безжичния достъп (wireless access) , който е видим близо до радио кулите при движение в район, в който е налична услуга (service area). Може да се отнася до устройство, което е свързано с дадена кула.
Мобилен телефон като smartphone (смартфон или смартфоун), който има опция за мобилен интернет (mobile Internet), или това може да е също laptop с широколентов модем (broadband modem), който има опция за мобилен интернет.
При мобилния достъп днес, пред експертите в областта и професионалните организации все още стоят проблеми с междуоперативността (interoperability), тоест свободното или поне без особени прекъсвания преминаване през различни типове технологични райони и решения, като дигитален интернет, Java приложения и други. Обикновено се смята, че тези проблеми с междуоперативността произтичат от платформата на устройството или от типа браузър. Друг тип проблеми са тези при ползването на мобилния интернет (usability problems), те могат да бъдат толкова сериозни, че дори да се говори за проблеми с използваемостта на мобилния интернет, проблемите свързани със свързването при визуален комуникационен софтуер са само един пример сред много, но тези проблеми най-често, освен ако не става дума за проблеми със самата мрежа или качество на Интернета, се отнасят до нивото на знание на потребителя, включително със визуалния комуникационен софтуер. Тъй като мобилния интернет днес се ползва от специфични решения, това може да се отнася и до проблеми със съвместимостта.